# Технологія збагачення хромових руд
Технологія збагачення хромових руд

## Сировинна база
В Україні хромітове зруденіння виявлене в масивах гіпербазитів на Середньому Побужжі. Хромові руди встановлено в одинадцяти невеликих масивах дуніт-гарцбургітової формації. Руди вкраплені, зустрічаються лінзи. Рудні поклади представлені крутоспадними тілами середньою потужністю 2 — 4 м. Вміст триоксиду хрому становить 29 %. Присутні золото, нікель, кобальт, платиноїди. Пуста порода — силікати, хлорити і ін. Запаси родовищ невеликі.
В природі відомо багато різних сполук хрому, він входить до складу свинцевих і мідно-свинцевих оксидів, силікатів і ін., але промислові скупчення утворюють тільки хромшпінеліди: магнохроміт, алюмохроміт, хромпікотит і хроміт(зустрічається рідко). Промислове значення руди мають при вмісті в них триоксиду хрому не нижче 25 — 30 %.
Багаті хромові руди з вмістом триоксиду хрому понад 45 % і вмістом пустої породи менше 5 % підпадають лише під дробіння і сортування. Багаті хромові руди і концентрати використовують для виробництва феросплавів і вогнетривів.
Бідні руди надходять на збагачення. Технологічні схеми збагачувальних фабрик, що переробляють хромітові руди відносно прості. Звичайно вони включають важкосередовищну сепарацію, як операцію попередньої або остаточної концентрації. Для збагачення дріб'язку застосовують відсаджувальні машини, ґвинтові сепаратори і концентраційні столи.

## Основні методи збагачення

Рис. 1 — Схема збагачення хромової руди.

На рис. 1 наведена схема збагачення бідної руди з вмістом триоксиду хрому близько 39 %. Основний рудний мінерал — хромшпінелід, нерудний — серпентин.
Технологічна схема включає такі операції: дроблення руди до 100 мм; грохочення на класи 10 — 100, 3 — 10, 0 — 3 мм; відмивання шламів від крупного класу і збагачення його в важкосередовищному колісному сепараторі з одержанням крупного концентрату; дроблення крупного промпродукту до 10 мм і збагачення відсаджуванням класів 3 — 10 і 0,5 — 3 мм з одержанням концентратів; подрібнення промпродуктів відсаджування до 0,5 мм. Після знешламлення дроблений промпродукт збагачується на ґвинтових сепараторах з одержанням концентрату крупністю 0 — 0,5 мм. Згущені шлами, зливи та інші продукти збагачуються на концентраційних столах з одержанням низькокременистого концентрату.
Така технологічна схема при переробці бідних руд дозволяє одержати сумарний концентрат з вмістом триоксиду хрому понад 50 % при вилученні триоксиду хрому в концентрат 75 — 80 %.
Сучасні збагачувальні фабрики по збагаченню хромових руд використовують гравітаційно-магнітні схеми. Так, наприклад, на фінській фабриці в м. Кемі переробляються бідні руди, що містять 27,5 % Cr2O3 та 19 % SiO2. Руда добувається відкритим способом і піддається дробленню в щокових і конусних дробарках, а потім здрібнюванню в стрижневому та кульовому млинах, знешламленню, сушінню та магнітній сепарації на індукційно-роликових сепараторах. Знешламлена руда фільтрується і після сушіння подається пневмотранспортом на п'ятистадіальну магнітну сепарацію в полі 4000 або 16000 Е на індукційно-роликових сепараторах. В результаті збагачення одержують два концентрати. Перший з вмістом Cr2O3 — 46,3 % , SiO2 — 2,2 % , виходом 10,6 % і вилученням Cr2O3 18,1 %. Другий концентрат має наступні показники: вміст Cr2O3 — 42 %; вміст SiO2 — 5,3 %; вихід концентрату -1,9 %; вилучення Cr2O3 d концентрат — 3,2 %. Відвальні хвости фабрики містять 16,1 % Cr2O3 та 29,5 % SiO2. Внаслідок підвищених втрат руди зі зливами знешлам-люючих гідроциклонів здійснюється їх перечищення на високоградієнтних сепараторах, що підвищило вилучення хрому на 10 %.

## Використання
Застосування хрому засновується на його жароміцності, твердості і стійкості до корозії. Найчастіше хром застосовують для виплавки хромистих (нержавіючих) сталей і сплавів (ніхром і ін.). Значна кількість хрому йде на декоративні стійкі до корозії покриття (хромування). Порошковий хром використовується при виробництві матеріалів для зварювальних електродів, вогнетривів, лазерних матеріалів. Солі хрому є складовою частиною дубильних розчинів у шкіряній промисловості, хромати свинцю, цинку і стронцію застосовують як художні фарби.